# Uehling (Nebraska)
Uehling je selo u američkoj saveznoj državi Nebraska. Prema popisu stanovništva iz 2010. u njemu je živjelo 230 stanovnika.